# John Butler (autor)
John George Butler (Lincolnshire, Inglaterra; 16 de mayo de 1937) es un escritor, youtuber y un granjero retirado que actualmente vive en Derbyshire, Reino Unido. Graduado en la Universidad de Nottingham, Butler es conocido por haber escrito varios libros describiendo sus experiencias con la meditación y espiritualidad adquiridas a través de estudios y viajes en el exterior. En su canal de Youtube se discuten una gran cantidad de temas que se centran principalmente en la religión y la introspección, gracias a su suave voz ha recibido admiradores del mundo del ASMR, consiguiendo así la cantidad de 200.000 suscriptores.
Las visiones espirituales de Butler se cuentan en un contexto cristiano y hablan de la importancia de la meditación y el autodescubrimiento. En una entrevista para Conscious TV donde se cubría la historia de su vida, subida en el 2016, alcanzó más de 3 millones de visitas en Youtube; Butler motivado por la recepción positiva de su entrevista decidió crearse un canal de Youtube ese mismo año. Aparte de sus obras literarias y creación de contenido en línea, Butler también recibió la atención del público en la década de los 70's cuando se convirtió en uno de los primeros granjeros en el Reino Unido en promover la agricultura orgánica en el país. Sus prácticas de agricultura se ven retratadas en el documental de la BBC de 1975 Three Acres at Bicker Fen.